# Почукалин, Пётр Яковлевич
Пётр Яковлевич Почукалин (1915—1983) — участник Великой Отечественной войны, Герой Советского Союза. Полковник.

## Биография
Пётр Яковлевич Почукалин родился 20 июня 1915 года в селе Криуша (ныне Нижегородская область) в семье крестьянина. Окончил шестилетку, работал в колхозе пахарем, извозчиком. В 1932 году приехал в Горький, работал землекопом на строительстве автомобильного завода, затем участвовал в строительстве Чернореченского химического завода в Дзержинске. В 1936 году Пётр Яковлевич был призван на службу в Красную Армию. Окончил полковую школу младших командиров. Демобилизовался в 1940 году, вернулся в город Горький.
В сентябре 1941 года Пётр Яковлевич добровольцем ушёл на фронт. Участвовал в битве за Москву. В июне 1942 года окончил краткосрочные курсы и вернулся в действующую армию в звании младшего лейтенанта. Освобождал Смоленскую область, Украину, Польшу.
Командир батальона 224-го стрелкового полка (162-я стрелковая дивизия, 70-я армия, 2-й Белорусский фронт) капитан Пётр Яковлевич Почукалин отличился 22 апреля 1945 года при форсировании реки Одера в районе населённого пункта Мешерин (Германия). Под огнём противника 224-й стрелковый батальон на левом берегу захватил дамбу, затем расширил плацдарм, благодаря чему смогли переправиться остальные подразделения полка. Ожесточённый огонь противника не прекращался ни на минуту, батальон Почукалина отбил 16 контратак. Из 350 человек в батальоне к концу боя осталось лишь 50, из 20 станковых пулемётов только один был исправен. Сам Почукалин, несмотря на ранение в голову, более 12 часов руководил боем. Указом Президиума Верховного Совета СССР 29 июня 1945 года Петру Яковлевичу Почукалину за мужество и героизм, проявленные во время форсирования Одера, было присвоено звание Героя Советского Союза с вручением ордена Ленина и медали «Золотая Звезда».
После окончания Великой Отечественной войны П. Я. Почукалин продолжил службу в армии. В 1951 году он окончил курсы «Выстрел» для командиров Красной Армии. В 1960 году в звании полковника Почукалин уволился в запас. Жил и работал в городе Мукачево (Украина). Умер Пётр Яковлевич 30 декабря 1983 года.

## Награды
- Медаль «Золотая Звезда»;
- орден Ленина;
- три ордена Красного Знамени;
- орден Отечественной войны II степени;
- три ордена Красной Звезды;
- медали, в том числе:
  - медаль «За оборону Москвы»;
  - медаль «За Победу над Германией в Великой Отечественной войне 1941-1945 гг.».